# Superpuchar Polski 2018
La 27ª edizione della Supercoppa di Polonia  si è svolta a luglio tra il Legia Varsavia, vincitore del campionato, e l'Arka Gdynia vincitrice della coppa nazionale.

## Tabellino
| Arbitro: | Mariusz Złotek (Stalowa Wola) |

|                                 |           |                                        |
| Bohdanov 2’ (aut.) Philipps 30’ | Marcatori | 19’ Zarandia 38’ Bohdanov 45+3’ Janota |